# 少女

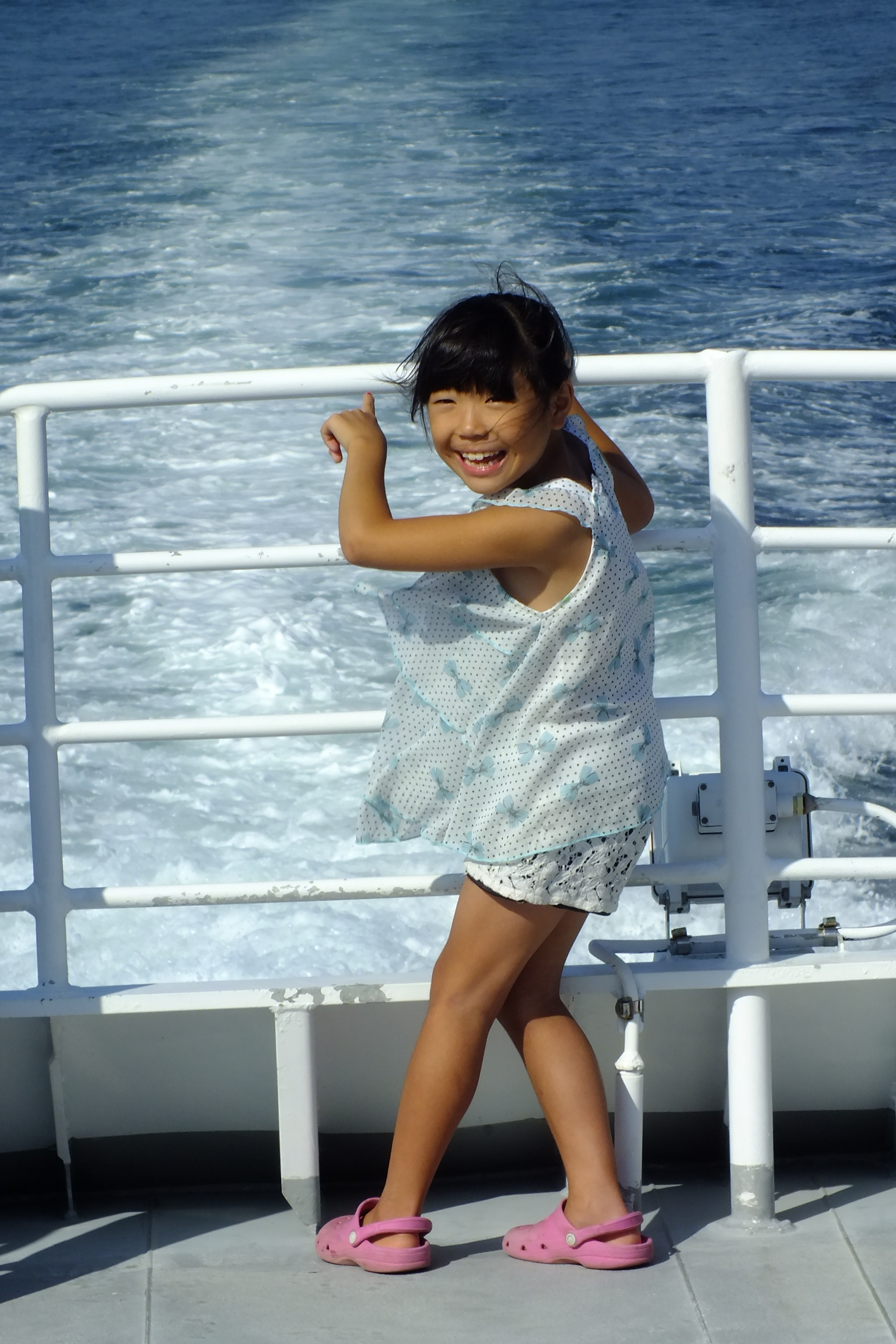
少女

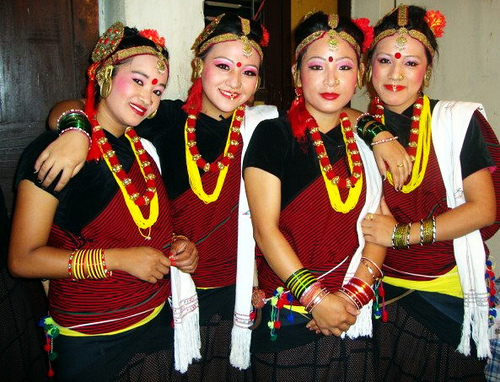
ネパールの少女達

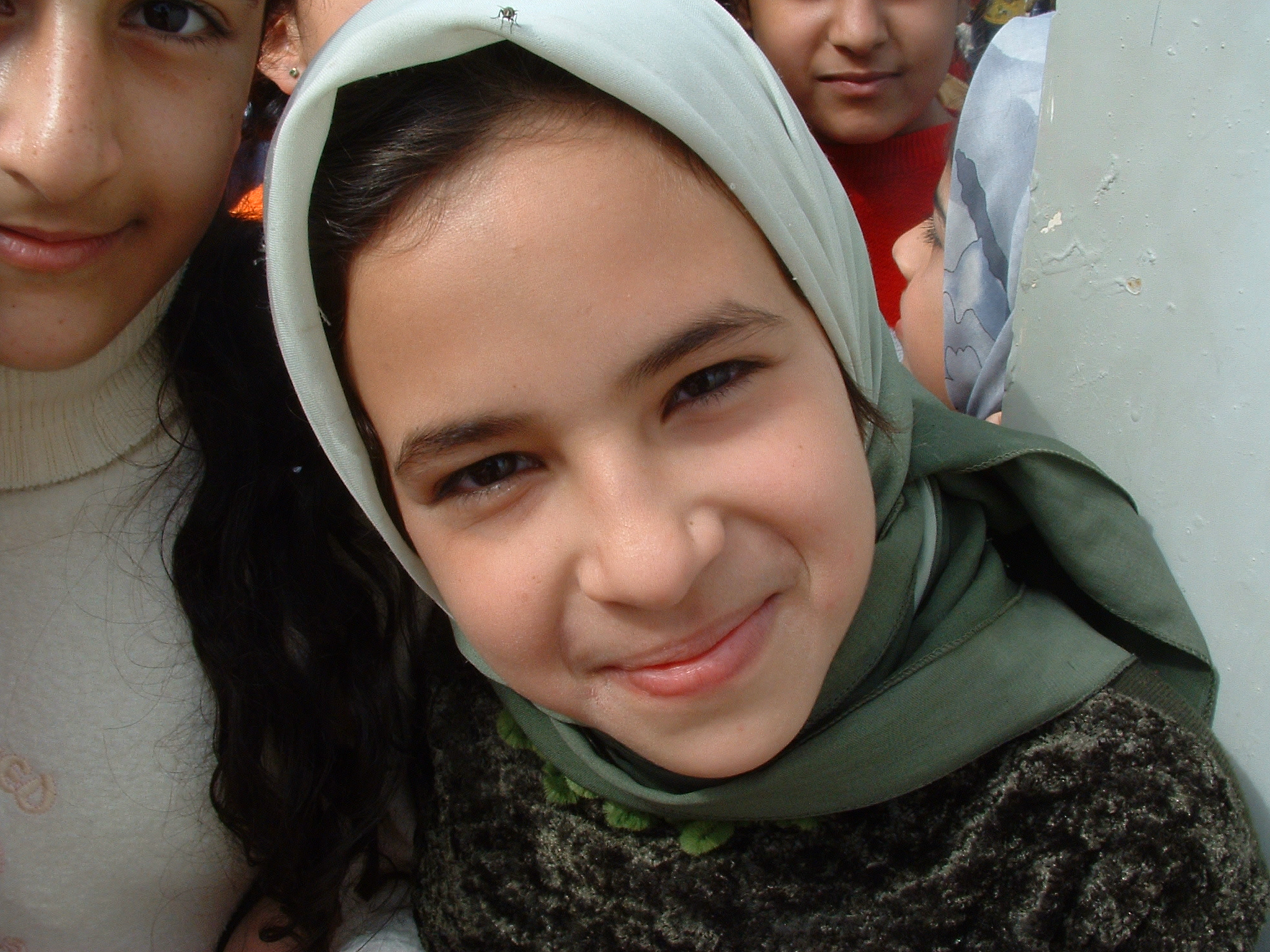
イラクの少女

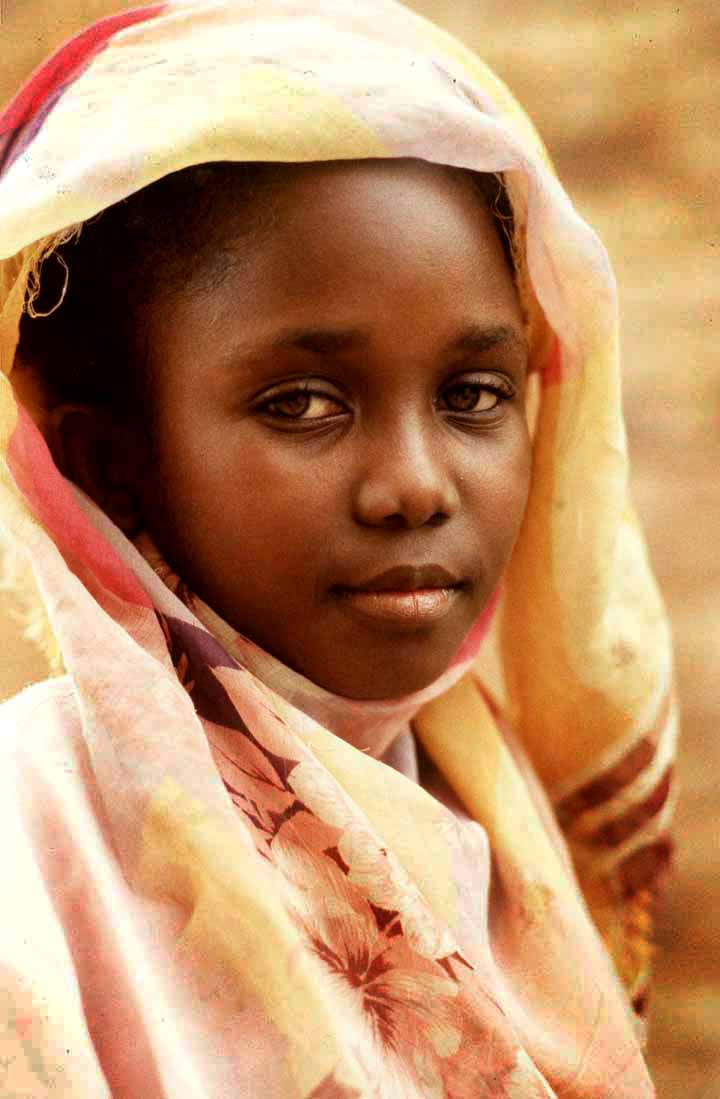
スーダンの少女

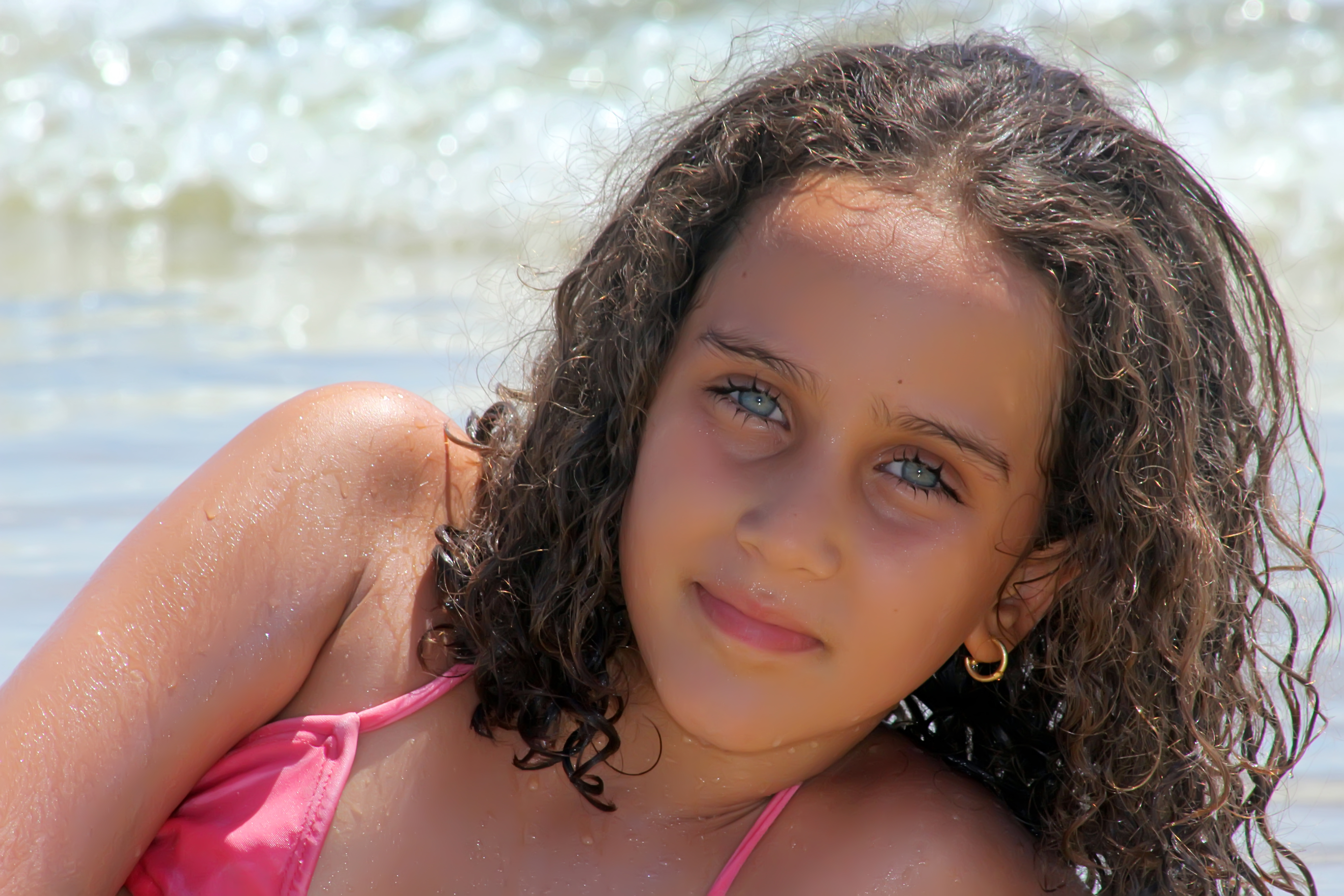
ブラジルの少女

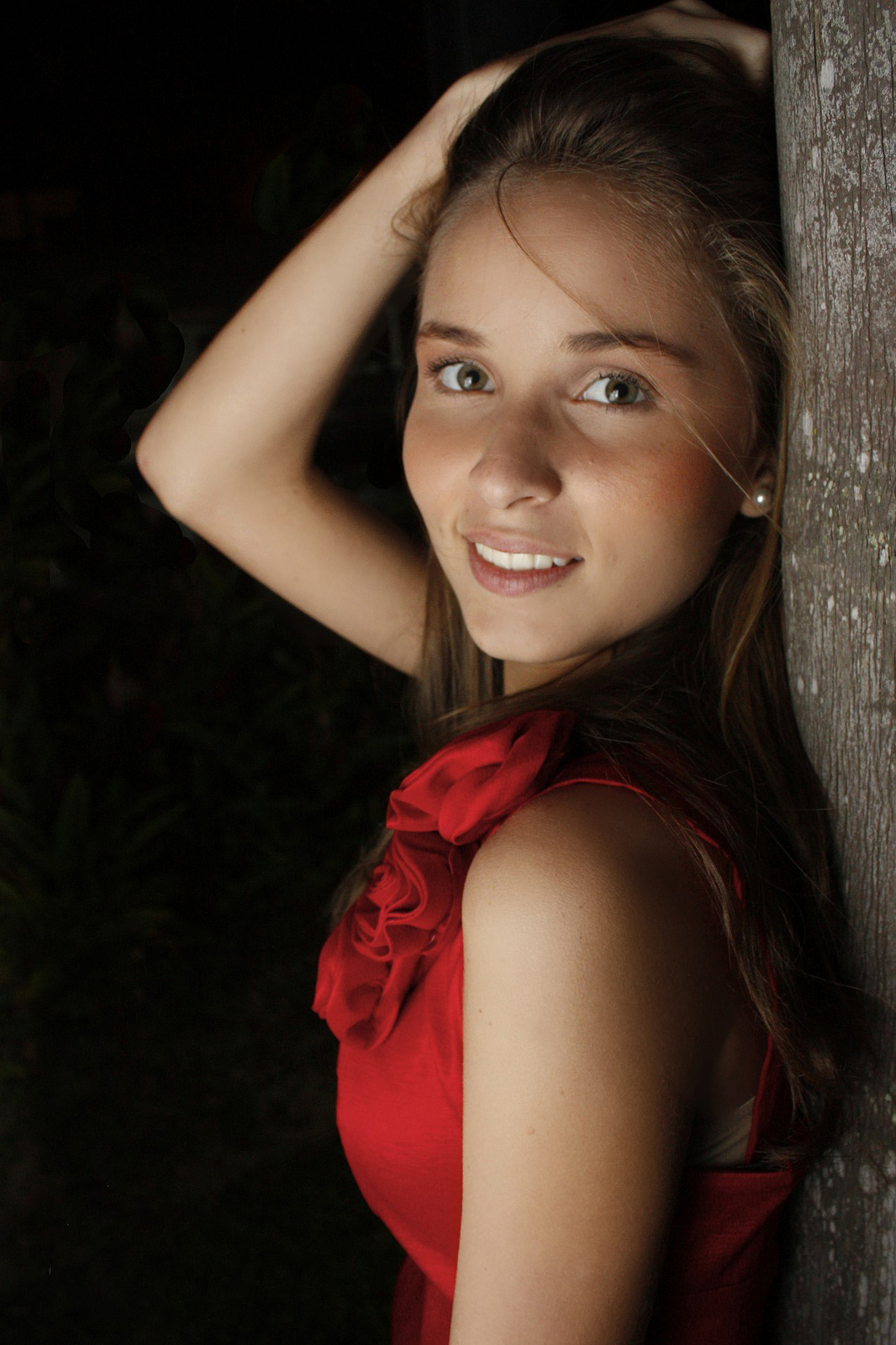
ベネズエラの少女

少女（しょうじょ）は、7歳から18歳前後の「女の子」「女子」。「幼女」はおおむね満1歳から小学校3年生（満8歳～9歳くらい）までを、「女性」「婦人」はおおむね満20歳以上を指す。

## 概要
普通、少年を若い男子とするとき、少女はその対義語である。この年齢に該当するのは、児童福祉法第四条の三では「小学校就学の始期から、満十八歳に達するまでの者」とあり、少年法第1章第2条では「20歳に満たない者」とある。
民法の成人年齢が18歳に引き下げられた後も少年法は20歳未満が維持されているため、18歳・19歳の女性は成人でもあり少女でもあるということになる。
古代の律令制下では17歳から20歳の女性を「少女」と称した。当時は別に「をとめ」語があり、現代における「少女」の意であった。近代では1920〜30年代の近代市場社会、都市型小家族の完成期に浮遊性・脱秩序性・非生産性等の様々な「印」を持つ少女文化が開花した。なお、少年法は、男女問わず20歳に満たない者を少年として定義している（「少年」は男女問わずそのくらいの年齢の者を指す。女性である場合を特に「少女」と言う。）。女子の少年院に当たる施設は「少女院」とは言わず「女子少年院」という。
「女の子」は女である子供・女児の意味だが、俗語では「若い女性」を意味する。ガール（girl）は「通例9-12歳まで、大きくても15歳以下」とされる（boyは「通例18歳ごろまで」）。文語・堅い書き言葉としての少女はメイデン（maiden）、ヴァージン（virgin）など。

## 戦前の少年
男子と違って進学や就職に結びつかない高等女学校において、修身教科書や女学校文化によって「少女」は未来から切り離され、幼女と人妻の間の宙吊りな存在として規定された。同じく女学校による読書する女の出現が少女の発祥と言う意見もある。少女雑誌がそのイメージを支えた。これは娘を女学校に上げ少女雑誌を買い与えられる都市新中間層（大正期に増加した俸給生活者。官公吏・軍人・会社員など。親が子供の教育を行うという意思をはっきりと持っている。1960年代以降大衆化）の女子に限定された。この新中間層に良妻賢母という規範が生まれた結果、考のもとの服従と家事労働を母親に譲り渡したことで自分自身に思い悩むことができる時期が生まれ、少女が誕生したのである。近代家父長制、女子教育制度への抵抗であると同時に、補強でもある。
少女・少年雑誌の表紙のヴィジュアルイメージは以下のように変化して行った。
- 1895年から1910年ごろ：母親に守護される少女・勉強とスポーツをする少年
- 1910年から1920年ごろ：幼女ではない少女・勉強とスポーツをする少年
- 1920年から1930年ごろ：スポーツをする少女・軍国少年
- 1930年から1945年：軍国少女・軍国少年

## 補足
婉曲には売春婦を意味する。
中国で「女孩（nü̆hái）」は思春期や青年の域まで含む場合がある。
日本産業規格における少女の定義は「身長の成長が止まっていない乳幼児以外の女子」であり各種法律と違い年齢による上限は決まっていない。